# Сейхан
Сейхан (тур. Seyhan) — район в провинции Адана (Турция), часть города Адана. Через территорию района протекает река Сейхан.
Согласно легенде, у Адана было два сына — Сейхан и Джейхан. От этих имён и пошли названия местности и рек (а также города и его районов). В настоящее время в районе Сейхан находится центральная часть города Адана.